# جعفر الجمري

## المعلومات الشخصية
- جعفر علي الجمري
- مواليد العام 1961م المنامة
- شاعر وكاتب وله اهتمامات في مجال النقد
أنهى دراسته الثانوية في البحرين تخرج من جامعة الكويت عام 1985م - دبلوم عال في الاقتصاد التحليلي من كلية دورسيت بالمملكة المتحدة
- عضو اتحاد كتاب وأدباء الإمارات
- عضو اتحاد الكتاب والأدباء العرب.

## المناصب التي شغلها
- عمل في الصحافة الإماراتية محررا ثقافيا، كما عمل رئيسا لقسم التحقيقات في مجلة (حياة الناس) ومحررا في مجلة (قطوف)
- عمل معدا لبرنامج (الخليج الثقافي) في قناة (اقرأ) التابعة لشبكة ((ART
يعمل رئيسا لقسم المنوعات ومعدا لصفحة (تراث) بصحيفة (الوسط).
- له تجربة في كتابة القصيدة النبطية والعامية تمتد لأكثر من 18 عاما.

## الإصدارات
- جغرافية الفردوس (شعر)
- شيء من السهو في رئتي (شعر)
ومن المخطوطات:
- مبثوث في مراثي الغبار (نصوص)
- تعب شاغر (شعر)
- أدير إلى النوم ظهر النعاس (شعر)
- حين يندم الذئب (شعر)
- سلفادور دالي والفضاء الصعب لـ (فيكتور وود) مقالات ودراسات نقدية – (ترجمة)
- ضيف النص سادن الأسئلة (دراسات ومقالات نقدية)
- هدأة الدم – لـ (توماس روبن) – رواية (ترجمة)

## أخرى
- صدر عن شعره عدد من الدراسات النقدية ضمن مؤلفات ومقالات منشورة في الصحف الخليجية والعربية.
- شارك في عدد من المهرجانات الشعرية وأقام أمسيات شعرية في مجال الشعر الفصيح، العامي والنبطي في مختلف البلدان العربية.

## نماذج من شعره
يلمّني عطرك فضا
يا اللي كسرتي
كل مرايا هالمكانْ
ما عاد وجهي هْناكْ
يلمّني عطرك فضا
مغسولْ بسْكاتكْ
واستغفرك... أستغفر الحيرة...
ومرايتي...
يلعن أبو وجهٍ نسى
يخْضَرّ فـِ مْراتكْ...
باحْجِرْ على يدَّي...
أخاف أعمى تقودني
وآقول من قدَّي؟
وانا فقير أشيا
أخاف حزن آمدَّها
وانسى أنا... منهو أنا؟
وآضيع في حدَّي...
كنتي على باله...
هالوقتْ في ضيقهْ
يتلعثم بركعة فجُرْ
والنوم ماجا له...
هالخارطه غلطه...
هالخارطه تبغي تقول:
انّك خطا جغرافيا... سقطه...
يا المريض بهالمدى
[ من يلمْ الشرْخ
فـِ طْعون الجدارْ؟
يالجدار اللي هواجيسك كْثارْ...
هالجبين الرملْ
هالرملْ الجبينْ...
يحتري صدرٍ دفاه مْن الحنينْ...
آه ياجْدار الحنين...
خلِّني بينك وبينْ الشرخْ دربْ...
خذ بديني شرقْ
وانْ توَّهْتْ غربْ...
هالغموضْ اللي على وجهكْ فضوحْ...
وقصة الأعيادْ لو موَّهْتْ
هي قصة جروحْ...
يالمريض بـْ هالمدى المسفوحْ
من فضَّة مداكْ...
يالخطا من وردة الغفرانْ
في «جمركْ» وْ «مْاكْ»...
جيتْ من أقصى الخفوقْ...
سرْب يصفقْ بالعروق...
وانتْ ديمة هالمكان
اللي نشفْ ماه ومداه...
إنت «صوته» وانتْ «صداه»...
لشقائق النعناع
[ أيُّ قيامةٍ ستَمُرُّ
من هذا السياجِ؟
أقولُ: كيف يحقُ لامرأةٍ
قياسُ الضوءِ من فُسْتانها
ونهارِها الشخصيِّ؟
كيف يحقُ لامرأةٍ
تذكُّرُ أمسِها فيما تبقَّى
من غدٍ نخشاه في أشباحنا؟...
لشقائقِ النَّعْنَاعِ والنُّعْمَانِ
ترسمُ ظلَّها وتراً على إيقاعنا...
صفةً إلى المجهولِ
من أسمائِنا وسمائِنا...
وأقولُ: كيف يحقُ لامرأةٍ
تداركُ حزنِهَا
إنْ لمْ نجزْ لصباحها؟
ونُصِرُّ أنْ نتنفسَ الجهتين: نَعْنَاعَاً ووردَ عنائِنا...
وأقولُ: كيف يحقُ لامرأةٍ
ذهابٌ في السرابِ؟
إذا اكتفينا بالألُوهَة
وانكسرْنا فضَّةً
ومشى إلينا من قيامته صليبٌ
و«اتضحْنا» في «غموضِ» عشائِه
ليدلَّنا يوماً علينا...
وأقولُ: كيف يحقُ لامرأةٍ
ذهابٌ في «الغِنَاءِ» وفي «العَنَاءِ»
ولم نزلْ نبني
من التَرْحَال وهْمَ «غيابنا» و«بقائنا»...
وأقولُ: كيف يحقُ لامرأةٍ
مساءٌ ليس فيه «غموضنا» و«وضوحنا»؟
وأقول: كيف يحقُ لامرأةٍ
نهوضٌ من سريرِ
صبابتيْن، ووردتيْن، وطعنتيْن
إذا اكتشفنا أنها
في غُصَّتيْنِ «مماتُنا» و«حياتُنا»؟